# Pablo de Blasis
Pablo de Blasis (La Plata, 4 de fevereiro de 1988) é um futebolista profissional argentino que atua como meia-atacante.

## Carreira
Pablo de Blasis começou a carreira no Gimnasia LP.